# Battleground: Bulge-Ardennes
Battleground: Bulge-Ardennes es el primer videojuego publicado de la serie Battleground. Fue creado y publicado por TalonSoft en 1995.